# Pericó (planta)
El pericó o herba de Sant Joan (Hypericum perforatum) és una planta herbàcia de la família de les clusiàcies, abans anomenada Hipericàcies. Aquesta planta està present a bona part d'Europa, Àfrica, l'Àsia occidental i zones temperades de la resta del món, deserts i regions antàrtiques. S'importa de l'antiga URSS, Bulgària, Hongria i Romania. Es troba distribuïda àmpliament als Països Catalans.

## Noms populars
També és coneguda com a berbena de Sant Joan, centaura groga, diablots, dragó, flor de Sant Joan, flor de cop, flor de sant Joan, flor de sant Pere, foradada, herba de cop, herba de fer oli de cop, herba de les ferides, herba del cop, herba de les bruixes, herba de les ferides, herba de l'oli de cop, herba dels cops, herba del pericó, herba de sant Joan, herba foradada, herba santjoanera, hipericó, hipèric foradat, inflabou, milifulla groc, oli de cop, pericó, pericó foradat, pericó groc, pericot, periquet, santaura groga, santjoan, santjoans, transflorina, trasflorina, trescam/trescalam/trescames, tresflorina, tresflorina comuna, tresflorina vera. La referència a sant Joan i és degut al fet que floreix al voltant del solstici d'estiu, festa de Sant Joan.

## Etimologia
El nom Hypericum ve del grec "hyperikon", que significa 'per sobre d'una aparició'. Es diu perforatum perquè les glàndules d'oli situades a les fulles i als sèpals donen a la planta un aspecte perforat. Anteriorment es creia que el nom feia referència a la propietat que hom li atribuïa de fer fugir els esperits dolents i les aparicions.

## Descripció morfologica

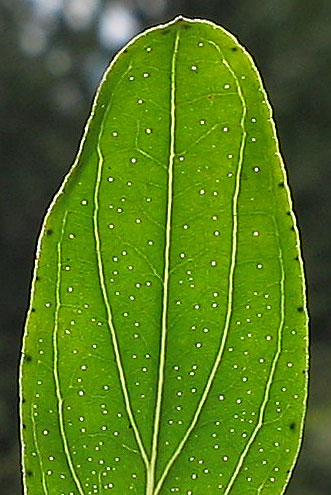
H. perforatum: Fulles transllucides del pericó

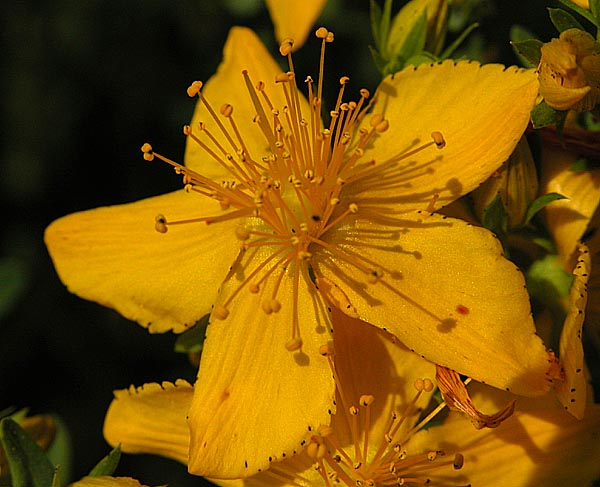
Flor Hypericum perforatum

És una espècie herbàcia perenne de 30 a 60 cm d'alçada. Presenta un rizoma que es fa més prim prop del final de la planta, i té una arrel axonomorfa i fusiforme d'on surten tiges llenyoses de la base de color verd-groguenc a vermellós, erectes i cilíndriques amb dues línies prominents al costat.
Les fulles (1,5-4 cm) són lanceolades, oposades, de marge sencer, sèssils i amb pigues translúcides que són glàndules plenes d'oli essencial i travessen la fulla del revers a l'anvers. A l'anvers de les fulles es veu un nervi mig molt prominent. Als cantons d'aquestes fulles es poden observar uns petits punts glandulosos foscos.
Les flors són pentàmeres, estrellades, hermafrodites, disposades en cimes dicotòmiques, reunides en una panícula terminal. El calze té cinc sèpals d'apendix puntxegut, llisos, amb el marge serrat a la punta i amb glangules clares i obscures als dos costats del nervi mitjà. Els cinc pètals són grocs i també porten glàndules secretores als cantons. L'androceu es compon d'estams molt nombrosos i definits, amb filaments i anteres grogues amb un puntet negre molt perceptible i amb un pistil que remata amb tres estils molt ben individualitzats. El gineceu és súper amb dos o tes carpels soldats. La inflorescència és un corimbe i el fruit una càpsula ovoide de tres càmares que poden ser ovals o triangulars. Les llavors són cilíndriques d'1-3 mm de longitud i amb la superfície coberta de petites berrugues i de color marró fosc o negre.

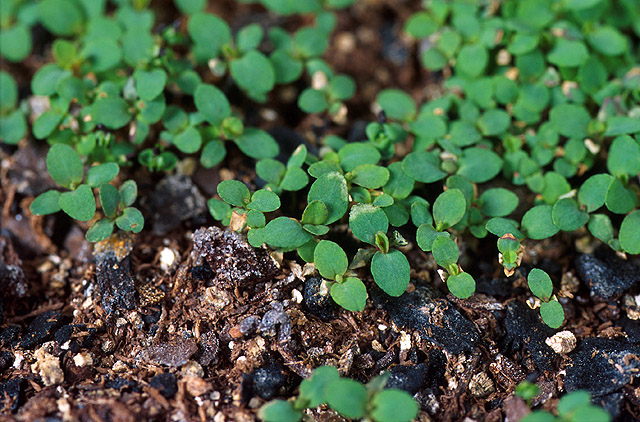
Plantes pericó

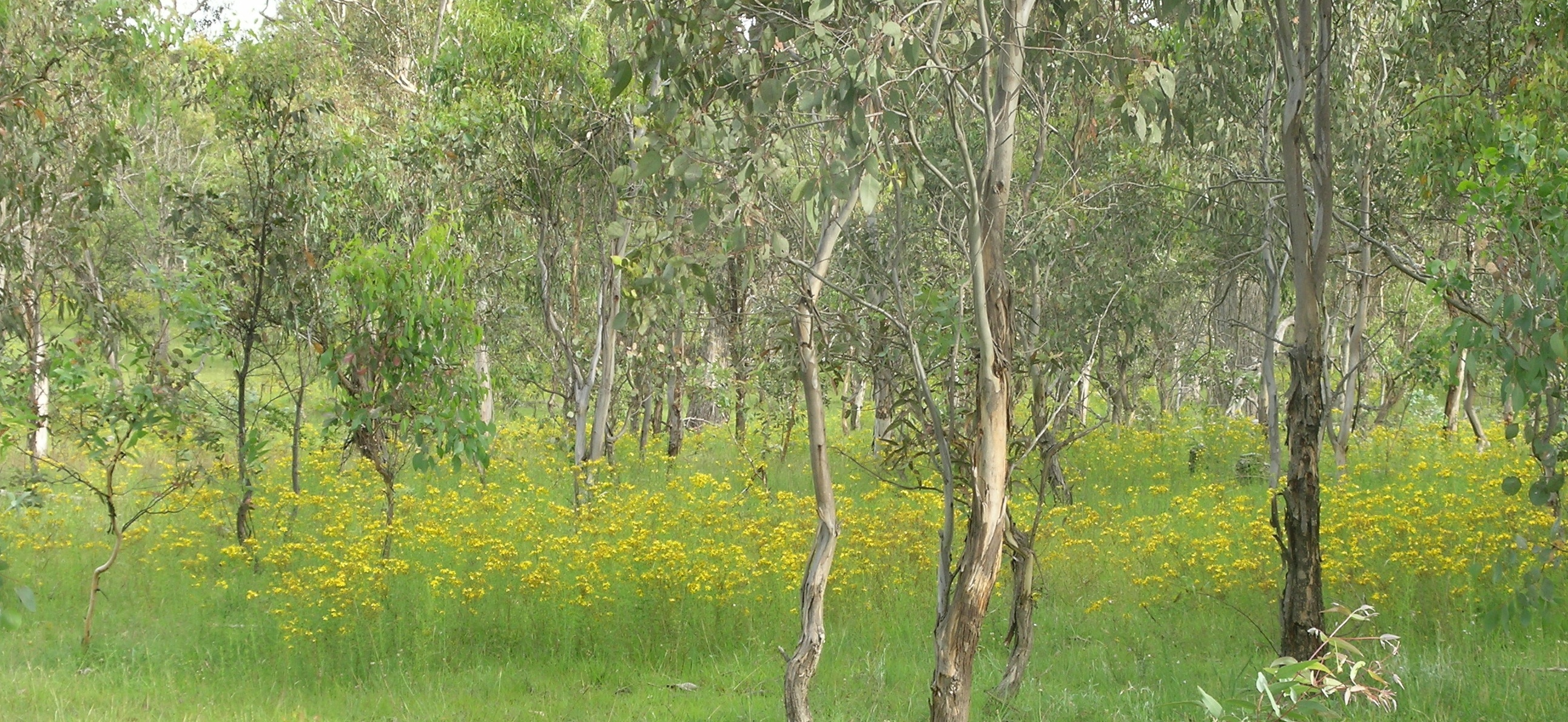
Hypericum perforatum

## Hàbitat

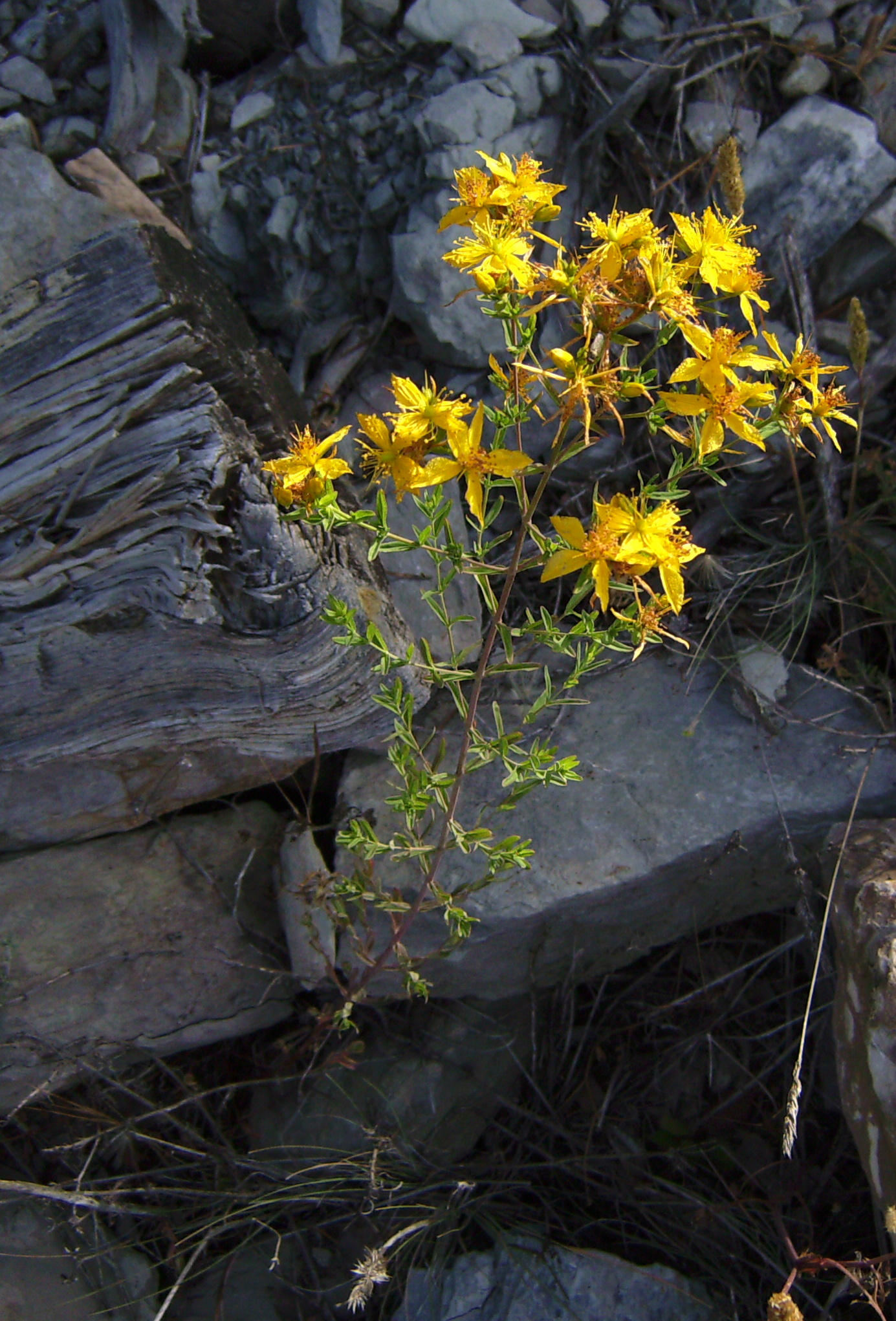
Herba de Sant Joan creixent entre roques

Es troba en llocs pocs humits, principalment als marges dels camins o carreteres, prades, tanques, ribes i llocs assolellats. Pot aparèixer a prop de rius o rierols. Es troba en terrenys de mitjana i baixa alçada. Té un complex cicle vital que inclou la maduració i la reproducció sexual. Les pluges d'estiu afavoreixen el seu creixement.

## Farmacologia

### Usos medicinals
S'utilitza tota la planta des del punt de vista medicinal però sobretot les fulles i les flors.
- Ús tòpic: és molt bon vulnerari, antiinflamatori, cicatritzant i antisèptic per a traumatismes o cops, ferides i cremades. De fet, vulgarment se'n diu oli de cop, i fins i tot hi ha una dita popular que diu: «Qui té oli de pericó, no li cal metge ni doctor».[cal citació]
- Ús intern: és un antidiarreic, antiparasitari i diürètic. També té propietats ansiolítiques, hipnoticosedants i antidepressives. Tot i que la seva eficàcia en aquests casos és limitada, se l'ha arribat a anomenar Prozac natural. S'utilitza per a l'ansietat, terrors nocturns i depressió lleu o moderada.[cal citació]

### Accions farmacològiques
- Antidepressiu: És la principal acció farmacològica del pericó pel seu contingut de compostos floroglucinics i xantones. Per ara només ha mostrat eficàcia en casos de depressions lleus i és ineficaç en casos de depressions greus. Aquests efectes no es manifesten fins després d'estar dues setmanes amb el tractament.[cal citació]
- Hipnòtic: produeix una depressió del sistema nerviós central.
- Relaxant
- Sedant
- Millora la concentració i la memòria

### Composició química

Hiperforina

Hipericina

- Olis essencials(0.05-1%): format per hidrocarburs alifatics com 2-metil-octà, undecà, 2-metil-3-buten-2-ol, cariofilè i monoterpens com l'alfa-pinè.
- Flavonoids: fundamentalment rutòsid, hiperòsid, quercitrina, isoquercitrina, quercetina i kaempferol. També hi ha biflavonoids. Es concentren més en les fulles que en les flors.
- Tanins catèquics (fins a un 15%).
- Floroglucinoles: hiperforina (4%) i adhiperforina
- Pigments: Hiperforina.
- Polifenols: àcid cafeic, ferúlic, clorogènic i gentísic.
- Fitoesterols: beta-sitosterol.
- Cumarines: umbeliferona.
- Mucílag
- Minerals: cadmi i plom a les fulles.
- Vitamina C
- Xantones (0,15-0,72%)
- Triterpens
- Carotens
- Esteroides
- Diantronas (0,10-0,30%): Naftodiantrones com la hipericina i la pseudohipericina.

### Toxicitat
El pericó té efectes secundaris com molèstia gastrointestinal, hiperpigmentació i fotosensibilització, dermatitis, urticària, fatiga, ansietat, mareigs, problemes al fetge, dolor de cap i disfunció sexual (inclou la impotència). A més, té moltes interaccions amb altres medicaments com alguns anticonceptius, antidepressius, antiinflamatoris, analgèsics, fàrmacs antiretrovirals, antibiòtics i anticoagulants que provoca la pèrdua de l'efecte d'aquests i toxicitat.
Ha disminuït la fabricació i en conseqüència el consum dels seus derivats perquè no hi ha laboratoris que tinguin la patent per estudiar els seus efectes.
Cal consultar amb el metge si és adequat prendre aquesta planta pels efectes secundaris que pot ocasionar.

## Observacions
A l'edat mitjana es cremava en les cases en les quals es creia que hi havia entrat el dimoni, i era coneguda com a Fuga daemonium (espantadimonis). Curaria la melancolia i atrauria l'amor. En la cultura celta, es deia que les fades dolentes, els follets i mags de males intencions no entrarien mai en una casa on les finestres estiguessin protegides per ramets d'aquesta planta.

## Galeria d'imatges

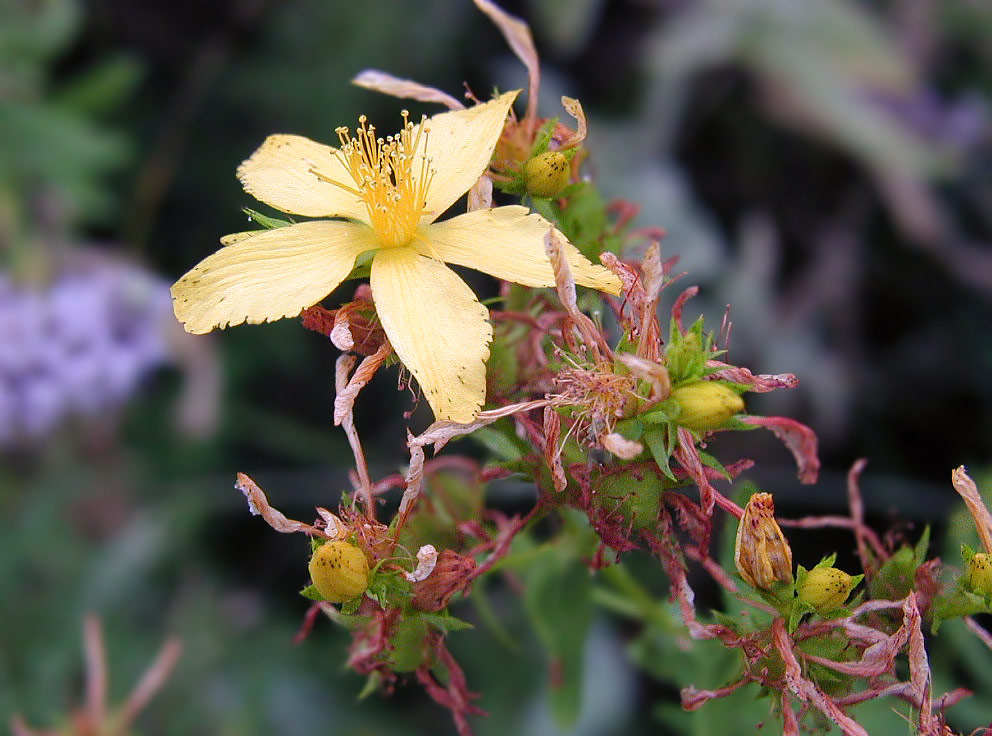
Flor Hypericum perforatum
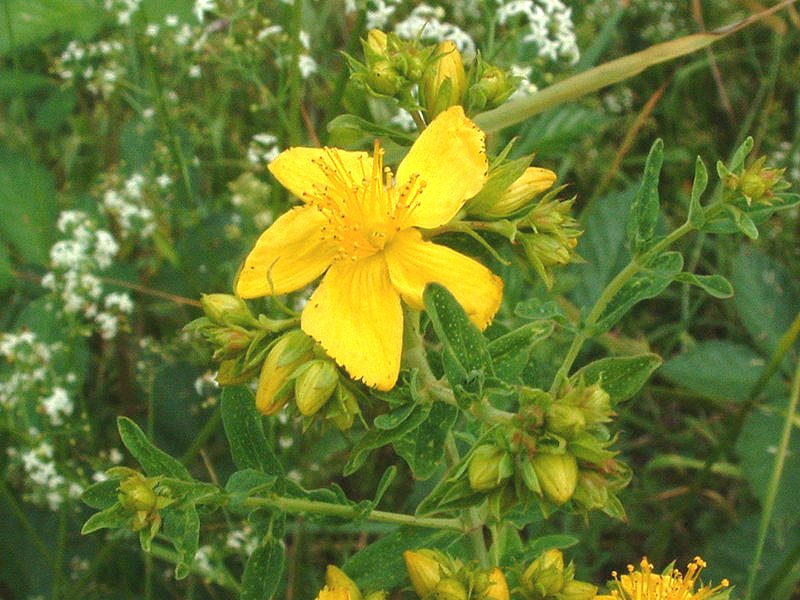
Pericó
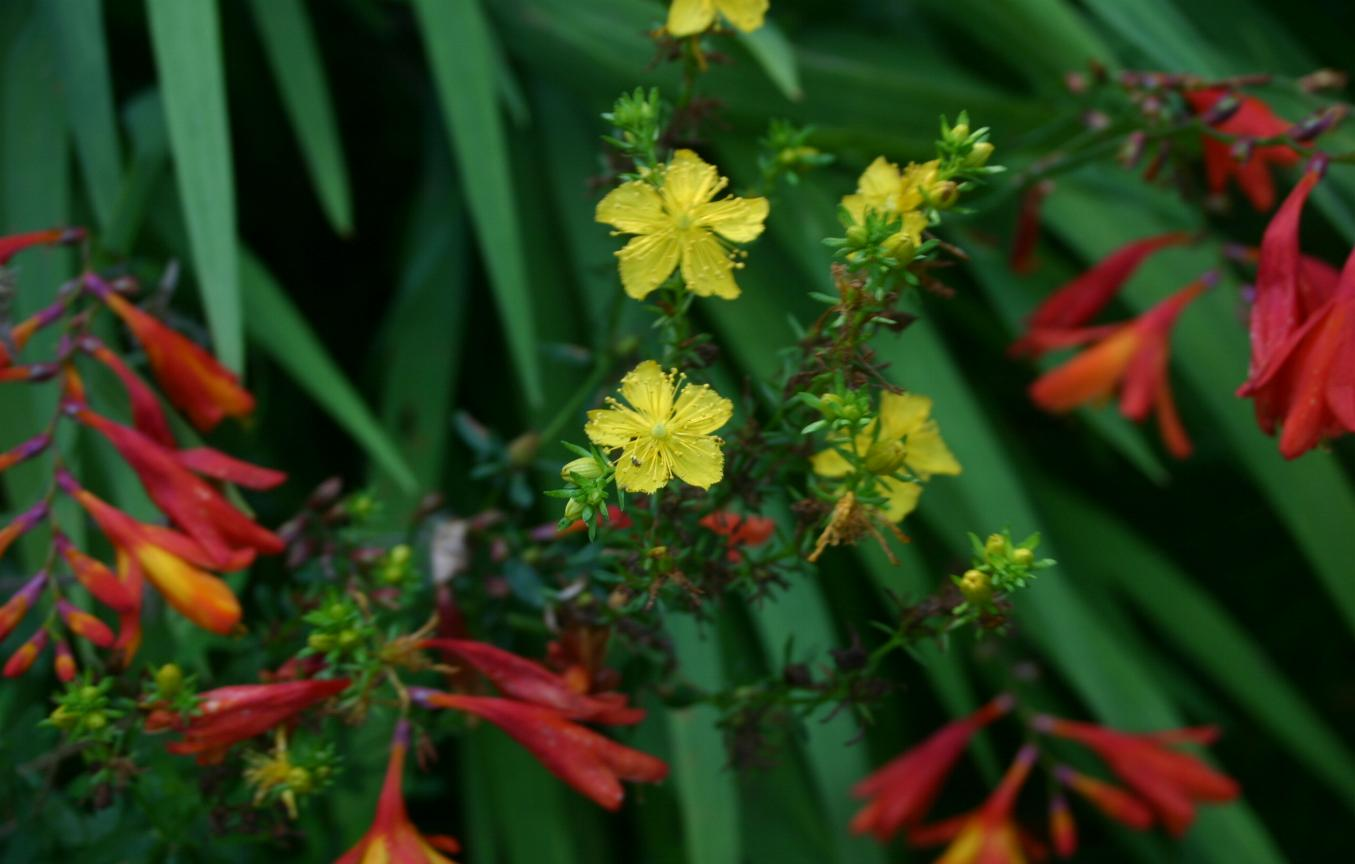
Flor del pericó
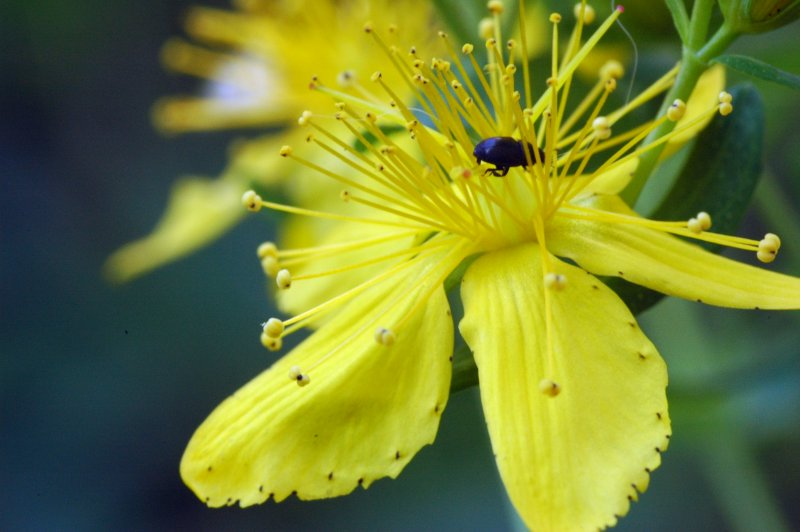
Hypericum perforatum